# 狭山市立柏原小学校
狭山市立柏原小学校（さやましりつ かしわばらしょうがっこう）は、埼玉県狭山市にある公立小学校。

## 歴史
同校ホームページ参照。
- 1875年（明治8年）1月14日 -「柏原村立柏原学校」として開校する。校舎の場所は、今のグランドの真ん中、正門入ってすぐの所であった。

- 1886年（明治19年）
  - 3月 -「笠幡連合村立扶桑学校分教室」と名を変える。一度学校名から「柏原」がなくなっていた[注 1]。
  - 4月10日 - 小学校令公布

- 1889年（明治22年）7月10日 -「柏原尋常小学校」と名を変える。町村制施行に伴って独立した学校となる。このころの尋常小学校は4年生で卒業だった。

- 1902年（明治35年）1月5日 - 火災により校舎の大半を焼失する。同じ柏原にある、長源寺と円光寺を仮校舎とした。

- 1903年（明治36年）1月8日 - 新築校舎の完成[注 2]。

- 1907年（明治40年）3月21日 - 小学校令の一部改正。これにより柏原尋常小学校は6年生までになる。

- 1917年（大正6年）
  - 4月1日 -「柏原高等小学校」を設立。尋常小学校までが義務教育で無償。高等小学校（今の中学校）は2年間（または4年間）で、特別にお金がかかる学校だった。
  - 7月11日 -「青年訓練所」を設立。

- 1935年（昭和10年）4月1日 - 青年訓練所を廃止し、「柏原青年学校」と名を変える。

- 1941年（昭和16年）
  - 3月1日 - 国民学校令公布
  - 4月1日 - 「柏原国民学校」と名を変える。柏原高等小学校を「柏原国民学校高等科」と名を変える。

- 1947年（昭和22年）
  - 3月31日 - 学校教育法公布
  - 4月1日 -「柏原村立柏原小学校」と名を変える。柏原青年学校と柏原国民学校高等科は一つになり、「柏原村立柏原中学校」ができるが、「狭山市立柏原中学校（旧）」となった後、一度廃校となり、その後、「狭山市立西中学校柏原分教場」となった。

- 1954年（昭和29年）7月1日 - 
  - 柏原村、入間川村、入間村、堀兼村、奥富村、水富村が合併し、「狭山市」となる。
  - 「狭山市立柏原小学校」と名を変える。

- 1960年（昭和35年）3月25日 -「給食室」ができ、給食が始まる。

- 1962年（昭和37年）4月1日 - 狭山市立西中学校柏原分教場は狭山市立西中学校に移る。当時、柏原小学校を卒業した公立中学校進学の児童は、狭山市立西中学校に通うことになっていた。

- 1966年（昭和41年）
  - 4月15日 -「南校舎」が完成。それまでは木造の校舎だった。
  - 4月18日 - 校歌が制定される。

- 1969年（昭和44年）7月28日 - 「プール」が完成。

- 1972年（昭和47年）5月 - 給食センターによる給食が開始される。

- 1973年（昭和48年）9月18日 -「体育館」が完成。

- 1975年（昭和50年）1月14日 - 創立100年。

- 1978年（昭和53年）3月31日 -「北校舎」が完成[注 3]。

- 1980年（昭和55年）4月1日 - 狭山養護学校（今の県立狭山特別支援学校）が校内に併設される（同年12月まで）。

- 1982年（昭和57年）4月1日 -「狭山市立柏原中学校（現）」が完成。これにより、柏原小学校を卒業した公立中学校進学の児童が通うのは、狭山市立柏原中学校となった。柏原小学校と柏原中学校は、用水路を挟んで隣接している[注 4]。

- 1983年（昭和58年）3月31日 -「職員玄関」が南校舎にできる。

- 1986年（昭和61年）3月20日 -「新北校舎」（4階建ての校舎）が完成。

- 1987年（昭和62年）3月9日 - プール横に「ジャンボ滑り台」が設置される[注 5]。

- 2000年（平成12年）8月31日 - 
  - 南校舎耐震工事
  - コンピュータールームを設置

- 2008年（平成20年）4月1日 - プール横にあった前述のジャンボ滑り台が、今の場所に「ローラー滑り台」として移設。

- 2009年（平成21年）6月 - 柏原小学校に隣接の「柏原給食センター」が完成。柏原小学校と柏原給食センターの間には、柏原給食センターの給食運搬トラックが、隣接している柏原小学校へ直通して給食を輸送できるように、柏原小学校の敷地に直結した、運搬トラック専用の門も設置されている。

- 2012年（平成24年）3月23日 - 体育館耐震工事完了

- 2015年（平成27年）3月23日 - 太陽光発電施設が南校舎屋上に設置される。

## 設備
校舎は南校舎と北校舎に分かれており、1階と2階にある渡り廊下によってつながっている。また1階の渡り廊下は屋外とつながっており、自動車が渡り廊下を横断することを想定し、タイヤ幅に合わせた凹凸加工が床に施されている。
各校舎の各階廊下には、給食を運ぶワゴンを配膳室から各階へ輸送するための、給食ワゴン専用小型エレベーターが設置されている。このエレベーターに人が乗ることは出来ない。
2016年現在の設備は以下の通りである。

### 南校舎

#### 1階
- 職員玄関

- 事務室
- 放送室
- 校長室
- 職員室
- 職員用トイレ - 男女別
- 第1学年昇降口
- 職員更衣室 - 男女別
- 印刷室
- 配膳室
- 会議室
- 第6学年昇降口
- 浴室（トイレ付）
- 保健室

#### 2階
- 第1学年教室
- 特別支援学級「ひばり学級」
- 図書室 - これとは別に第1学年用図書室が設けられていたこともある。

#### 3階
- PTA会議室
- 児童会室
- 多目的室
- 第6学年教室
- コンピュータールーム

#### 南校舎屋上
通常、児童は立ち入り禁止である。ただし、社会科の授業には自分たちが暮らす街を高いところから眺めてみる授業があることもあり、教員が立ち合いのもと、児童が屋上へ行くことがある。また、世代によっては卒業間際の第6学年の卒業記念として、屋上で給食を食べるイベントを教員が企画し、第6学年が1日だけ屋上で給食を食べることもある。

### 北校舎

#### 1階
- 家庭科準備室
- 家庭科室
- 第2～5学年昇降口
- 図工準備室
- 図工室
- 配膳室
- 日本語教室 - 外国人児童の日本語教育を行う教室。
- 理科準備室
- 理科室

#### 2階
- 第2学年教室
- 英語ルーム
- 算数教室 - 算数科の少人数教育の際に用いられる。
- 第3学年教室

#### 3階
- 第4学年教室
- 社会科資料室 - この部屋は幅が狭く、戸袋を設けるスペースが無いため引き戸ではなく、内開きドアが採用されている。また、トラブルを起こした児童の説教部屋として用いられることも稀にある。
- 多目的室
- 算数教室 - 算数科の少人数教育の際に用いられる。
- 第5学年教室

#### 4階（兼 北校舎屋上）
- 音楽準備室
- 音楽室
- ボイラー室 - 2016年現在、同校では電気式ではなく燃料式の暖房を使用しており、暖房を使用する際にはボイラーを扱う免許を持った職員が操作を行っている。
- 北校舎屋上 - 南校舎屋上とは違い、4階の一部が北校舎の屋上になっている。南校舎屋上と同様で通常は児童の立ち入りは禁止されている。また、2016年現在、北校舎屋上の入り口の前には音楽準備室に収納しきれない楽器が多数保管されていて、北校舎屋上へ立ち入ることは困難な状態になっている。

### 体育館
南校舎に直結する通路が整備されている。東側に隣接する別館もあるが使用されることは滅多にない。

#### 1階
- バスケットゴール - 8台あり、そのうち2台は前方吊上式バスケットゴールである。
- ステージ
- 体育館内用放送室
- 肋木
- 倉庫 - 跳び箱、マット、ボール、得点版、タイマーなどが収納されている。

#### 2階
- キャットウォーク
- 卓球台置場

### プール
北校舎に隣接しているが、直結する通路は整備されていない。
- 更衣室 - 男女別
- シャワー（かつては消毒槽も設置されていたが、撤去された。）
- トイレ - 男女別
- 機械室
- 25ｍプール
- 見学スペース - 屋根、ベンチあり。

### 校庭
- 防災用備蓄倉庫
- 体育倉庫 - 2棟あり、ハードル、高跳び道具、ボールなどが収納されている。
- 柏原学童保育室
- 花壇 - 花壇の柵には、下校時に第1学年の下校班が班別に集合する際の班ごとの集合位置を示すために、班名が書かれた標識が設置されている。
- サッカーゴール - 4台
- バスケットゴール - 4台あり、正面側の骨組み部分には衝突事故防止のために緩衝材が取り付けられている。
- 石碑のある森 - 保健室の目の前かつ体育館と高鉄棒ではない方の砂場の間にある。
- 柏原中学校への連絡橋

#### 朝礼台
3ヶ所に1台ずつ設置されており、それぞれ用途が異なる。
- 正門前 - 体育朝会や運動会など、校庭で行われる学校行事の際に教員などがスピーチを行うために用いられることが多い。
- 南校舎前 - 雨天時や雨天直後など、校庭の地面の状態が悪いときには校庭を使用できない。その際に校庭使用不可能の目印として、この朝礼台に赤いカラーコーンを置き、校庭が使用できない状態であることを示すために使われることが多い。また、体育の授業の際に集合場所の目印として使われることもある。
- 東側体育倉庫前 - 専ら、体育の授業の際に集合場所として使われることが多い。

#### 遊具
- 砂場 - 高鉄棒の真下にある砂場とは別に設置されている。
- 鉄棒 - 高鉄棒とは別に、2か所に設置されている。
- 高鉄棒 - 真下の地面は砂場になっている。
- シーソー - 元々、棒磁石のように赤と青の2色で半分に塗り分けられていたが、最終的には青色1色のみとなった。
- 恐竜の骨 - リング状の鉄パイプが横一列に連なっており、そこを進んでいく遊具である。ゴールには滑り台がある。
- 滑り台付きジャングルジム
- ブランコ - 定員4名
- のぼり棒
- ローラー滑り台

## クラブ活動
2015年現在、以下のクラブが活動を行っている。

### 文化系
- 科学クラブ
- コンピュータクラブ
- 創作クラブ
- 金管バンドクラブ
- 料理クラブ
- 囲碁将棋クラブ

### 運動系
- バドミントンクラブ
- サッカークラブ
- バトンダンスクラブ
- 卓球クラブ
- ソフトボールクラブ
- ドッジボールクラブ
- ミニバス・ソフトバレークラブ

## 委員会活動
2015年現在、以下の委員会が活動を行っている。また、学級委員会は下記の委員会とは別に各クラスの児童から選抜されるため学級委員になった生徒は下記の委員会と兼任することとなる。
- 運動委員会
- 保健委員会
- 給食委員会
- 集会委員会 - 朝会の運営を補助する委員会
- 新聞・掲示委員会
- 図書委員会
- 生活委員会
- 美化委員会
- 放送委員会
- 園芸委員会

## 概要
- 西武バス狭山24系統「中央公園前バス停」から徒歩2分[6]。